# Cap de la Tosa d'Entor
El Cap de la Tosa d'Entor és una muntanya d'Andorra de 2.506 m situada uns 2,3 km al nord del Tarter, a la parròquia de Canillo.
És el primer cim de la carena que separa la vall de Ransol, a l'oest, i la vall d'Incles, a l'est, i que continua en direcció nord-est. Seguint la carena, a uns 170 m al nord-est del cim hi ha la collada del Clot Sord (2.458,8 m), i a poc més d'1 km al nord-est hi ha el cim de la Tossa de Caraup (2.640,7 m). La carena acaba gairebé 2,5 km al nord-est des del cim del Cap de la Tosa d'Entor al Pic de la Coma de Varilles (2.760,3 m), on es bifurca en sentit nord-oest i nord-est. El bosc que hi ha al vessant sud del Cap de la Tosa d'Entor es coneix com a Bosc d'Entor.

## Etimologia
El topònim d'Entor és un aglutinat de la preposició En- i tor com a forma dialectal de torre. Segons l'etimòleg Joan Coromines, al Cap de la Tosa d'Entor hi deuria haver una torre de guaita dels andorrans que guardaven el Pas de la Casa contra les incursions dels homes del Comtat de Foix. Entor es tracta d'un dels molts topònims formats amb la preposició locativa En- aglutinada, forma toponímica molt abundant a Andorra: Encamp, Engolasters, Engordany, Enclar, Envalira, Ensagents, etc.